# Joel Yoloko Lopes
 (mai 2021).
Pour les articles homonymes, voir Lopes.
Joel Yoloko Lopes, est un entrepreneur et un homme politique , il est le Coordonnateur National de la Ligue des jeunes du parti politique Nouvel Élan, Parti cher à l’ancien Premier Ministre Adolphe Muzito l'un des partis qui forment la plateforme LAMUKA. Licencié en Droit Économique et social de l’université technologique Bel Campus . Marié et père de deux enfants. Joël Yoloko Lopes commence sa carrière politique en 2015 au sein du Parti lumumbiste unifié.